# ステッドマン砦の戦い
ステッドマン砦の戦いステッドマンとりでのたたかい、英:Battle of Fort Stedman）は南北戦争の最終盤1865年3月25日に行われた戦いである。バージニア州ピーターズバーグ周辺に築かれた北軍の包囲線に対し、南軍ジョン・B・ゴードン少将に率いられた部隊が夜明け前の攻撃を行った。この攻撃はピーターズバーグ包囲戦を破るための南軍による最後の重大な試みだったが、失敗した。

## 背景
1865年3月、南軍のロバート・E・リー将軍はシェナンドー渓谷や両カロライナ州における北軍の幾つかの勝利という事態に直面しなければならなかった。これらの勝利によって、北軍はピーターズバーグ周辺でもその位置付けが強まり、リー軍の補給線を脅かすようになった。このような危機的状況にあって、リーはゴードン少将にリーの南軍がピーターズバーグから退き、おそらくはジョセフ・ジョンストン将軍が指揮するノースカロライナ州の南軍に合流する機会を得るという作戦を立てるよう命令した。

## 南軍の攻撃
ゴードンの作戦は北軍の前線を急襲して、ユリシーズ・グラントにその前線を縮めるかあるいは後退させるというものだった。北軍の前線を突破できれば10マイル (16 km)南東のシティポイントにある北軍の主要補給基地まで辿り着けると期待した。具体的には、ピーターズバーグを取り囲む北軍前線を構成する砦の一つ、ステッドマン砦に夜明け前の急襲を掛けることだった。そこは前線が最も接近している所であり、木製の逆茂木のような障害がわずかであり、アメリカ軍事鉄道の補給所が砦の後1マイル (1.6 km)以内にあった。ステッドマン砦を捕獲した直後に、南軍兵が北軍の前線に沿って南北に動き、近くの砦を占領して主攻撃の道を作ることとした。攻撃隊はゴードンの第2軍団7,500名であり、ロバート・ランサムのノースカロライナ旅団とウィリアム・ウォレスのサウスカロライナ旅団が支援し、合計約10,000名で、5,000名を予備隊とした。
攻撃は午前4時に始まった。合図に応じて脱走兵に成りすました狙撃兵と工兵の先導隊が前進して北軍の前哨兵を倒し、歩兵の前進を妨げるであろう木製の防御用工作物を取り除いた。急襲は完全に成功し、ステッドマン砦を占領して、砦の真北と真南にある砲台（第10砲台と第11砲台）を確保した。北軍ナポレオン・マクローレン准将が指揮する部隊はその多くが歩兵として活動する重砲兵隊であり、攻撃者に対して散弾を用いて抵抗したが、効果的な防御を編成することができなかった。第12砲台からは迫撃砲を用いてステッドマン砦を砲撃したがこれも無駄だった。マクローレンは砦が敵の手に渡ったことを知らずにステッドマン砦に到着し、ゴードンに対する降伏を強いられた。南軍はおよそ1,000名を捕虜にした。
ゴードンの次の目標はステッドマン砦の北にあるマクギルバリー砦と南のハスケル砦を占領することでその突破口を拡げることだった。先導攻撃隊はプリンス・ジョージ・コートハウス道路に沿ったハリソン・クリークに達したが、隣接する砦まで北軍の傷口を広げることはできなかった（ハスケル砦の守備隊にとって不運なことに、他の砦の北軍砲台はハスケル砦が陥落したと思い込んで友軍の放火を浴びることになった）。南軍の予備隊はシティポイントの方向に主攻撃を掛ける命令を待っていた。

## 北軍の反撃
しかし、北軍は撤退しようとはしなかった。第9軍団予備師団（新しく徴兵したペンシルベニア6個連隊から構成されていた）の指揮官ジョン・ハートランフト少将がその部隊を集めて反撃に移った。北軍前線の上下から大砲の支援もあり、ハートランフト将軍はどうにか南軍の攻撃を止めた。ステッドマン砦にいたゴードンは、先導隊が戻り始め北軍の抵抗が厳しいと報告した時にその作戦の失敗を認めた。午前7時半までに北軍は前線の穴を埋め、その大砲は砦に激しく砲撃をしていた。午前8時まえに連携を取った攻撃が始まり、ハートランフトはステッドマン砦を取り返すことができて、元々の北軍前線を修復した。退却する南軍は北軍の十字砲火を浴びて大きな損失を出した。南軍の攻撃は失敗した。

## 戦闘の後
ステッドマン砦に対する攻撃は4時間の戦闘となったが、北軍の前線に何の効果も及ぼさなかった。北軍がさらに前線を押し込んで攻撃したので南軍はその前線を下げざるを得なかった。ゴードンの攻撃を成功させるために十分な戦力を割いていたので、リー軍の右側面が弱くなっていた。そこへの北軍の反撃で、間もない4月1日に起こったファイブフォークスの戦いによりグラント将軍の突破攻撃の1つにお膳立てをすることになった。
ステッドマン砦の戦いでリー軍は大きな損失を蒙った。北軍の反撃で捕虜になった1,000名を含め総数は2,900名だった。しかしもっと重大だったのは南軍の陣地が弱まったことだった。この戦闘後、リーの敗北は時間の問題となった。北軍前線を破り機運を取り戻すための最後の試みは空しくなった。ステッドマン砦の戦いはリッチモンド・ピーターズバーグ方面作戦の最後の出来事だった。その直後にアポマトックス方面作戦が続き、ファイブフォークスの戦いを経て、4月9日のリー軍の最終的降伏に進んだ。